# Servantes iz Malog Mista (1982.)
Servantes iz Malog Mista je hrvatski dugometražni film iz 1982. godine. Film je temeljen na motivima Smojinih pisanja i serije Naše malo misto. Nekoliko glumaca repriziralo je svoje uloge iz serije, a radnja filma je proširena radnja povratka Servantesa iz Čilea i Rokovih turističkih pothvata.

## Glumačka postava
- Ivica Vidović kao Servantes
- Boris Dvornik kao Roko Prč
- Karlo Bulić kao doktor Luigi
- Asja Kisić kao Bepina
- Zvonko Lepetić kao poštar Andrija Bombišta
- Mate Ergović kao Domenico
- Špiro Guberina kao Galileo
- Zdravka Krstulović kao Anđa Vlajina
- Fabijan Šovagović kao tajnik MZ-a
- Zvonimir Torjanac kao predsjednik MZ-a
- Katia Tchenko kao žena iz Švedske
- Željko Vukmirica kao Ikan
- Marija Kohn kao Keka
- Biserka Ipša kao tajnica
- Tana Mascarelli kao Anđina majka
- Ilija Ivezić kao Filip
- Ranko Tihomirović kao policajac Stipe
- Niko Kovač kao Linčina
- Branko Matić kao voditelj limene glazbe na umoru
- Branimir Vidić kao mladi poštar
- Frano Lasić kao mladi župnik
- Lina Siminiatti kao nona koja limenoj glazbi daje upute
- Ivo Marjanović kao velečasni
- Ratko Glavina kao hotelski djelatnik
- Petar Jelaska kao šahist / igrač balota
- Mima Campara kao djevojka koja dobiva pismo
- Miladin Krisković kao novo s mornarskom kapom
- Vinko Prizmić kao šjor koji čini malu potrebu
- Martin Bahmec kao brijač
- Darko Stanojkovski